# Lake Panasoffkee
Lake Panasoffkee – jednostka osadnicza w Stanach Zjednoczonych, w stanie Floryda, w hrabstwie Sumter.